# Tazzari Zero
Tazzari Zero – elektryczny mikrosamochód produkowany pod włoską marką Tazzari od 2009 roku.

## Historia i opis modelu

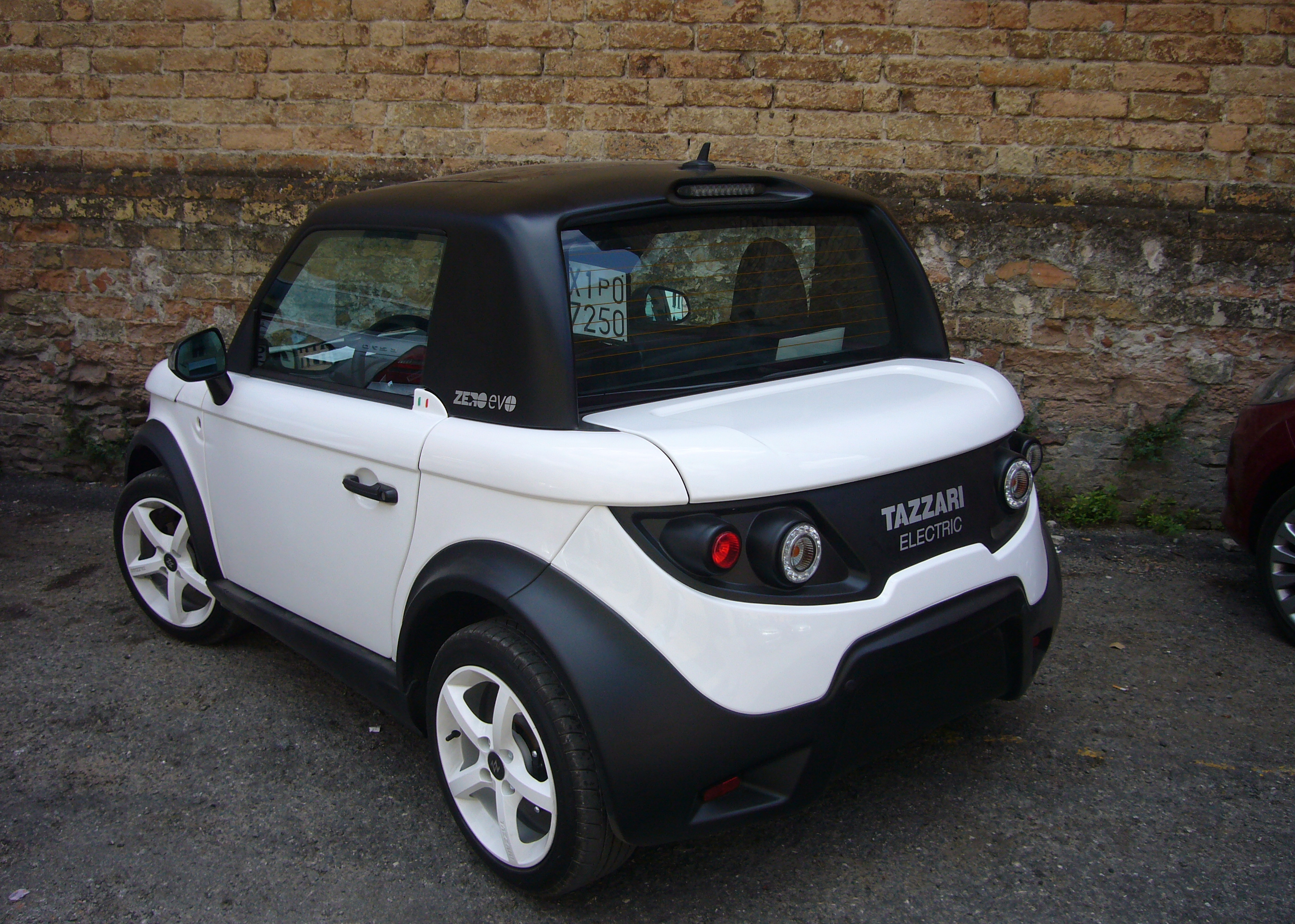
Tazzari Zero - tył

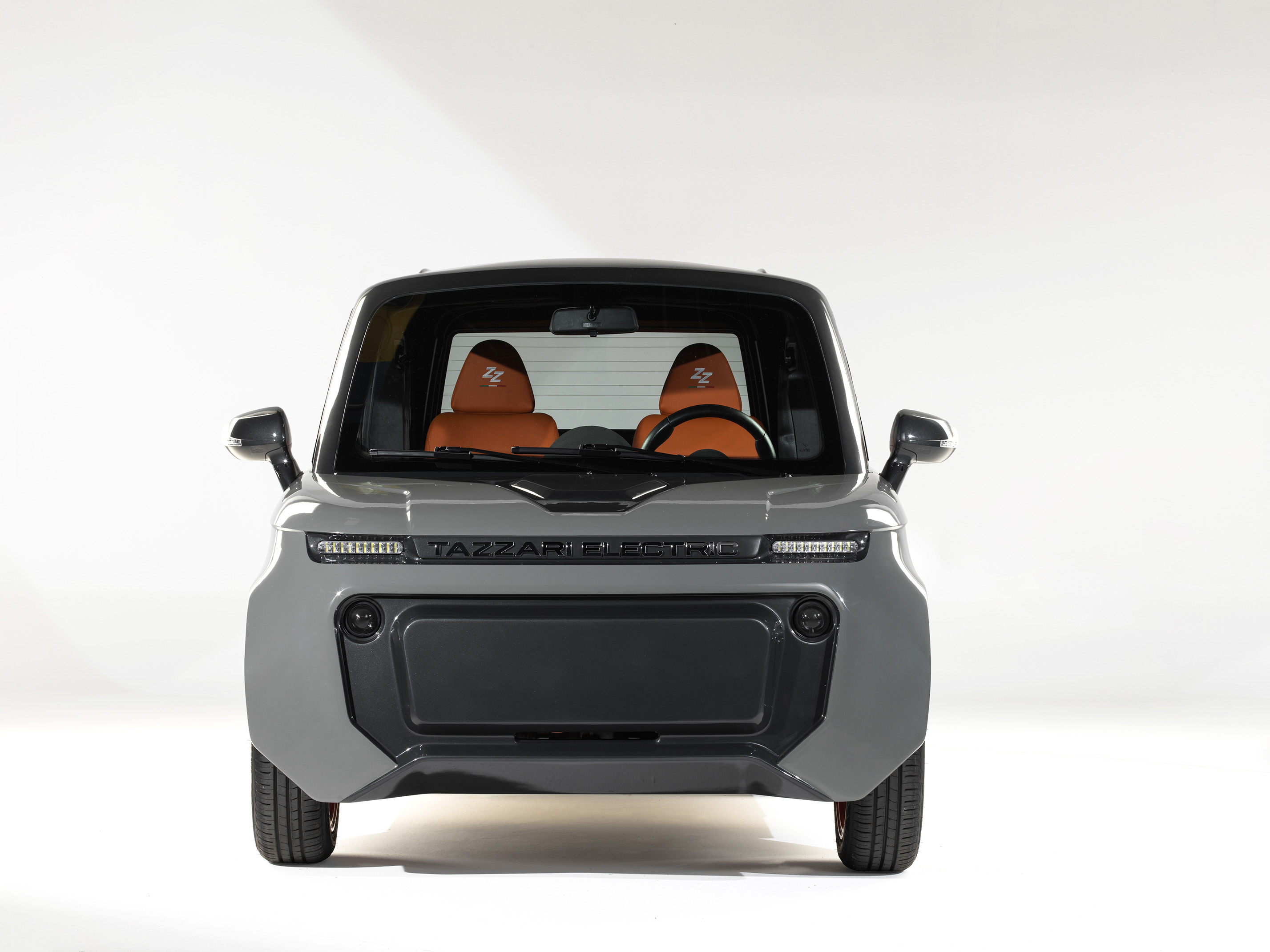
Tazzari Zero Junior

Włoskie przedsiębiorstwo Tazzari swój pierwszy samochód przedstawiło w marcu 2009 roku, nadając mu postać małego hatchbacka z nieznacznie stopniowanym tyłem. Zero wyróżniło się dwubarwnym malowaniem nadwozia, zdejmowanym szklanym dachem, a także oświetleniem wykonanym w technologii LED.
Wyposażenie standardowe pojazdu jest bogate, obejmując m.in. klimatyzację, radio z funkcją odtwarzania CD i MP3, tapicerkę z syntetycznej skóry, a także uchwyty na kubki. Dwudrzwiowa kabina pasażerska została dostosowana do pomieszczenia maksymalnie dwóch pasażerów.

### Lifting
Po 7 latach produkcji, Tazzari zdecydowało się obszernie zmodernizować swoją gamę modelową. Dotychczasowy model Zero zyskał dwa odrębne wobec ciebie warianty wyróżniające się innymi stylizacjami nadwozia - tańszy otrzymał nazwę Tazzari Zero Junior, z kolei wyżej pozycjonowany zaczęto sprzedawać odtąd jako Tazzari Zero City. W 2018 roku ofertę nadwoziową poszerzyło z kolei buggy pozbawione szyb, wyróżniające się podwyższonym dachem, większym prześwitem, terenowym ogumieniem oraz nazwą Tazzari Zero Opensky.

### Sprzedaż
Tazzari Zero oferowane jest na rynkach globalnych. Poza rodzimymi Włochami, pojazd dostępny jest także m.in. w krajach Europy Zachodniej czy Stanach Zjednoczonych. W 2011 roku pojazd trafił do sprzedaży także w Europie Wschodniej - na Litwie.

### Dane techniczne
Tazzari Zero to samochód typowo miejski, który nie został dostosowany do rozwijania wyższych prędkości. Przenoszący moc na tylną oś silnik elektryczny pozwala rozpędzić się do 50 km/h w 5 sekund, maksymalnie osiągając 90 km/h. Akumulator litowo-jonowy pozwala z kolei osiągnąć na jednym ładowaniu zasięg do 140 kilometrów.